# Доменіко Морозіні
Доменіко Морозіні (італ. Domenico Morosini) — 37-й венеційський дож у 1148—1156 роках. Представник графського роду Морозіні.

## Біографія
Син П'єтро або Франческо Морозіні. У 1122—1226 роках брав участь у війні проти Візантії та поході до Палестини. Звитяжив 1124 року при захоплені міста Тір.
1147 року разом з Андреа Дзено був послом дожа П'єтро Полані, уклавши новий вигідний договір з візантійським імператором Мануїлом I. 1148 року обирається новим дожем. Саме з його урядування відраховується республіканський період в історії Венеції, що відбилося у запроваджені звичаю клятви дожа на вірність державі.
Зміг скористатися з успіху венеційського флоту на чолі із Доменіко та Наймеріо Полані, що 1148 року переміг сицилійський флот, допомігши візантійському імператорові Мануїлу I завдати поразки норманам біля мису Матапан, потім змусив норманів капітулювати на острові Корфу й зрештою спільно з візантійцями перемогли сицилійський флот у битві біля Малеї. Того ж року відправив флот на чолі із сином Доменіко та Марко Граденіго для придушення повстання проти нобілів у місті Пола, а 1150 року домігся присяги від громадян останньої на вірність Венеції. Таким чином, Пола, одне з ключових міст Істрії, стала венеційським володінням. За ним 2 квітня 1150 року послідували міста Парентій, Рувіго, Цивітас Нова і Умаг.
Морозіні припинив ворожнечу між патриціанськими родинами Полані та Дандоло, влаштувавши шлюбі між Андреа Дандоло, внучатим небожем Енріко, та Прімерою Полані, небогою попереднього дожа.
Також розпочато зведення у венеційсько-візантійському стилі нової церкви Свято Марії Богоматері, яка згоріла 1149 року. Остаточно будівництво було завершено у 1188 році.
1152 року зумів залагодити конфлікт з папою римським Євгенієм III, визнавши незалежністьв енеційської церкви від світської влади. Натомість було знято інтердикт з республіки, що в свою чергу спротило торгівлю з католицькими країнами. Того ж року відправив флот на чолі із сином Марино проти Анконської республіки, що здійснювала піратські напади на венеційських купців. Марино Морозіні швидко досяг успіху, внаслідок чого Анкона і Венеція уклали договір про дружбу. Також дож зробив сина Доменіко ректором (правителем) Задару, але інші далматійські міста залишилися від владою Угорського королівства.
1154 року отримав від нового папи римського Анастасія IV посаду домінатора (правителя) Маркія, а Лампрідія, єпископа, Задару — примасом Далмації, підпорядкувавши того патріархату Градо. Таким чином зроблено спробу відновити венеційський вплив в регіоні. Того ж року Доменіко Морозіні уклав мирний договір з сицилійським королем Вільгельмом I, що відновлював дії договору від 1139 року. 
У грудні 1154 року відправив посольство до імператора Фрідріха I задля отримання підтвердження усіх попередніх привілеїв венеційських купців. Того ж року було фундовано церкви Святої Марії Ассунти з прибудованим хоспісом для жінок, які перебувають у скрутному становищі, і Святого Матвія на Мурано. За його урядування було завершено будівництво дзвіниці собору Святого Марка .
Помер у лютому 1156 року та був похований у церкві Санта-Кроче. Гробниця була втрачена після знесення церкви у XIX ст., але зберігся текст епіграфії, яка детально простежує кар'єру дожа.